# 締め上げ暗号分析
締め上げ暗号分析（しめあげあんごうぶんせき）とは、暗号文書作成者、あるいは暗号文書受取人に直接接触し、暴力、買収、脅迫などの手段を通じて暗号鍵を入手する手法をとった暗号解読の方法のこと。暗号解読の一番野蛮で、強力な方法とされ、極端には誘拐、拷問などの手段が取られる。
暗号解読表を盗み取る類似の手法として次のものがある。
1. 暗号解読表のある場所に工作者が直接忍び込む（戦前に憲兵隊が神戸の米国領事館に対して行った[1]。逆に英国は在ニューヨーク日本総領事館に侵入した）
2. 暗号表のある場所に出入りできる使用人を買収する（イスタンブールの英国大使館に対して行われたもの）[要出典]
3. 女性を使って誘惑するハニートラップ（駐伊日本武官がかかった）[要出典]
4. 伝書使を眠らせる、あるいは事故死・病死に見せかけて中の暗号書を奪う（第二次大戦中、ヨーロッパに暗号書を運ぶ伝書史に対しシベリア鉄道でソ連GPUが使ったと言われている[1]）